# لیکشور گاردنز-هیدن ایکرز، تگزاس
لیکشور گاردنز-هیدن ایکرز (به انگلیسی: Lakeshore Gardens-Hidden Acres) یک منطقهٔ مسکونی در ایالات متحده آمریکا است که در شهرستان سن پاتریسیو، تگزاس واقع شده‌است. لیکشور گاردنز-هیدن ایکرز ۵٫۱ کیلومتر مربع مساحت و ۵۰۴ نفر جمعیت دارد.